# Улица Ухтомского Ополчения
Улица Ухтомского Ополчения — улица, расположенная в Юго-Восточном административном округе города Москвы на территории района Некрасовка, микрорайон Люберецкие Поля. Проходит от улицы Недорубова до Рождественской.

## История
Название присвоено 2 июня 2010 года Администрацией городского поселения Люберцы Люберецкого муниципального района Московской области по ходатайству Московской областной общественной организации «Объединение „Подвиг”».
Названа в честь народного ополчения Ухтомского района Московской области, сформированного в конце октября 1941 года и вошедшего в числе прочих подразделений во 2-ю бригаду московских рабочих, переименованную 14 ноября в 5-ю Московскую стрелковую дивизию.